# 達溫
達溫（Darwen）是位於英格蘭蘭開夏郡的一個城市和民政教區，鄰近布萊克本。2011年，達溫有人口28,046人。達溫自青銅器時代開始就有人居住。1931年，甘地曾參觀達溫。

## 外部連結
- Photographs showing the history and heritage of Darwen
- "India Mill, Darwen" Frank Wightman (1980) Manchester Archives+ （页面存档备份，存于）